# Xujiadian
Xujiadian (kinesiska: 徐家店, 徐家店镇) är en köping i Kina. Den ligger i provinsen Shandong, i den östra delen av landet, omkring 360 kilometer öster om provinshuvudstaden Jinan. Antalet invånare är 43 554. Befolkningen består av 21 470 kvinnor och 22 084 män. Barn under 15 år utgör 10,0 %, vuxna 15-64 år 76 %, och äldre över 65 år 13,0 %.
Runt Xujiadian är det tätbefolkat, med 286 invånare per kvadratkilometer. Närmaste större samhälle är Shewopo, 12,4 km nordväst om Xujiadian. Trakten runt Xujiadian består till största delen av jordbruksmark.
Genomsnittlig årsnederbörd är 748 millimeter. Den regnigaste månaden är juli, med i genomsnitt 264 mm nederbörd, och den torraste är februari, med 12 mm nederbörd.